# Вязгинское сельское поселение
Вязгинское сельское поселение — муниципальное образование в составе Смоленского района Смоленской области России. Административный центр — деревня Вязгино.
Образовано 2 декабря 2004 года. Главой поселения и Главой администрации является Каминская Е.В.

## Географические данные
- Общая площадь: 225,14 км²
- Расположение: северная часть Смоленского района
- Граничит:
  - на северо-востоке — с  Духовщинским районом
  - на востоке — с  Стабенским сельским поселением
  - на юге — с  Новосельским сельским поселением
  - на западе — с Лоинским сельским поселением
  - на северо-западе — с  Демидовским районом
- По территории поселения проходит автомобильная дорога   Смоленск – Холм – Демидов.
- Крупная река: Жереспея.

## Население
| 2011 | 2012  | 2013  | 2014  | 2015 | 2016 | 2017 |
| ---- | ----- | ----- | ----- | ---- | ---- | ---- |
| 995  | ↗1015 | ↘1006 | ↘1001 | ↘939 | ↘933 | ↘926 |
| 2018 | 2019  | 2020  | 2021  |      |      |      |
| ↘915 | ↘904  | ↘878  | ↗1009 |      |      |      |

## Населённые пункты
В сельское поселение входят 19 населённых пунктов:
| №  | Населённый пункт | Тип     | Население (чел.) |
| -- | ---------------- | ------- | ---------------- |
| 1  | Аполье           | деревня | 287              |
| 2  | Волоты           | деревня | 0                |
| 3  | Вязгино          | деревня | 281              |
| 4  | Гор-Аполье       | деревня | 28               |
| 5  | Горбуны          | деревня | 15               |
| 6  | Дегтяри          | деревня | 11               |
| 7  | Донец            | деревня | 5                |
| 8  | Дубровка         | деревня | 1                |
| 9  | Желуды           | деревня | 0                |
| 10 | Кадищи           | деревня | 0                |
| 11 | Купелище         | деревня | 3                |
| 12 | Михалково        | деревня | 9                |
| 13 | Переезд          | деревня | 0                |
| 14 | Самолюбово       | деревня | 278              |
| 15 | Симоновка        | деревня | 0                |
| 16 | Солошино         | деревня | 10               |
| 17 | Сыр-Липки        | деревня | 54               |
| 18 | Холковичи        | деревня | 7                |
| 19 | Чернея           | деревня | 8                |

### Упразднённые населённые пункты
- деревни Гридино, Данилково, Корбаны, Рыбица, Хохлово и Яшино (2001)[14]